# Domenico Malvisi
Domenico Malvisi (* 1889; † 19. März 1926 in Tagliacozzo) war ein italienischer Motorradrennfahrer.

## Karriere

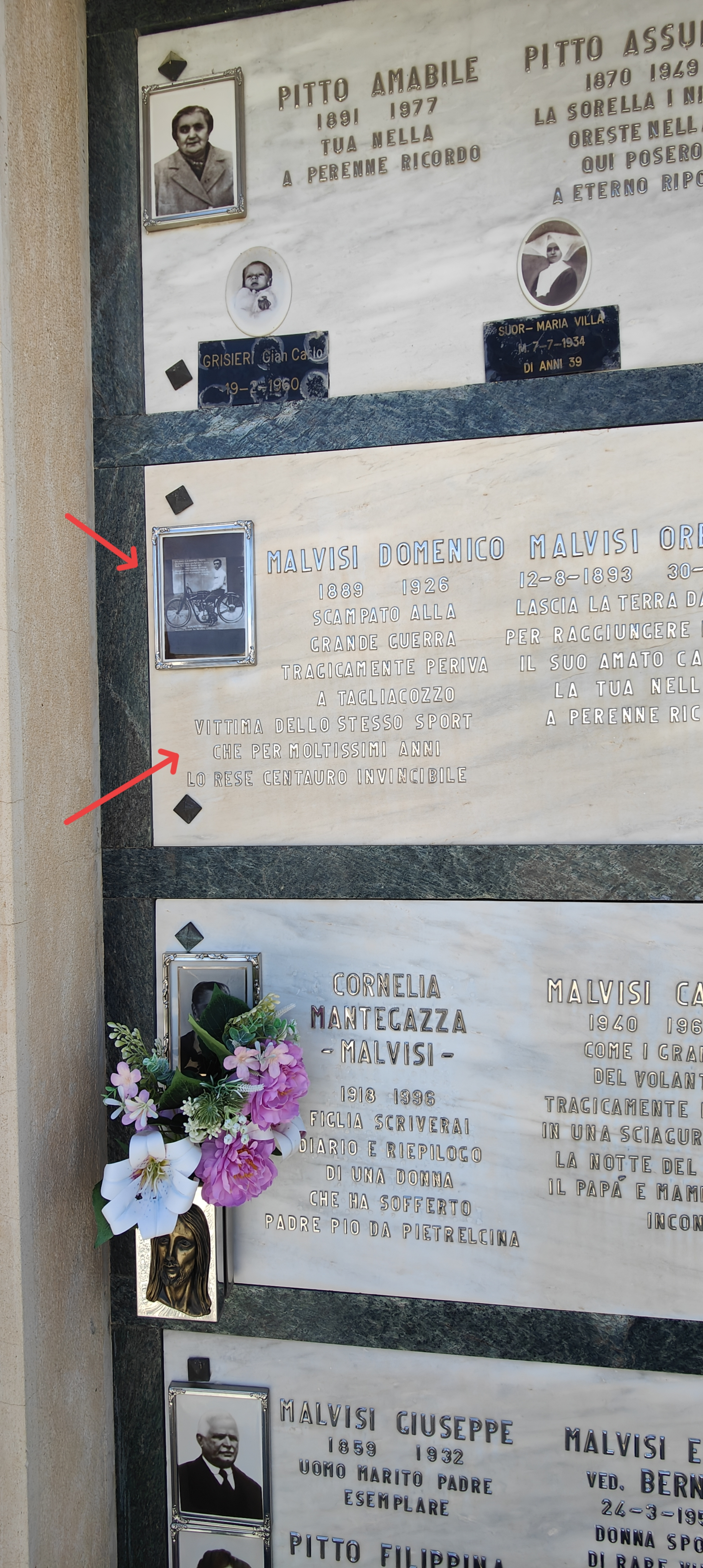
Domenico Malvisi Familiengrabfriedhof von Loano Savona

Domenico Malvisi, genannt „Gigio“ war in den 1920er Jahren ein in Italien bekannter Motorradrennfahrer und -mechaniker. Er gehörte zu einer Familie von Motorradpionieren. Zusammen mit seinen Brüdern Oreste und Mario betrieb er in seiner Heimatstadt Genua eine bekannte Motorradwerkstatt. Sein Vater Giuseppe und Bruder Oreste, im Jahr 1914 Sieger des ersten Motogiro d’Italia, waren ebenfalls Motorradrennfahrer.
Malvisi begann bereits in jungen Jahren mit dem Motorradsport und bestritt Berg- und Rundstreckenrennen in Italien und weiteren europäischen Ländern. 1920 feierte er auf einer 500-cm³-Triumph Klassensiege bei den Rennen Torino–Salò und Circuito Valle del Ticino bei Varese. Außerdem startete er beim Rennen Rom–Antwerpen und gewann dabei die Etappe auf den Grossen St. Bernhard. 
Am 25. September 1921 gewann Malvisi auf Harley-Davidson die II. Targa Florio motociclistica auf Sizilien. Er setzte sich im über drei Runden und insgesamt 324 km auf dem Medio circuito delle Madonie durchgeführten Rennen nach fast sechseinhalb Stunden Fahrzeit gegen Umberto Faraglia (ebenfalls Harley-Davidson) und Amedeo Ruggeri (Indian) durch und sicherte sich sowohl den Sieg in der 1000-cm³-Klasse als auch in der Gesamtwertung.

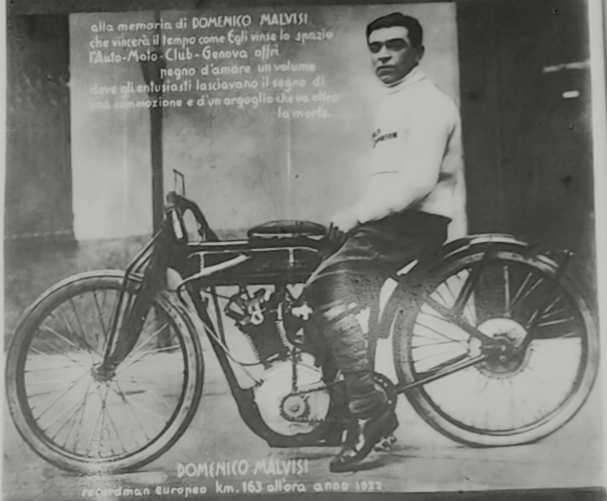
Domenico Malvisi, Rekordhalter km. 163 pro Stunde im Jahr 1922

Am Ende des Jahres 1925 trat er in das Moto-Guzzi-Werksteam ein. Mitte März 1926 überlebte Malvisi einen schweren Sturz beim ersten Lauf zur Italienischen Meisterschaft, dem Circuito Ostiense auf dem Circuito Tre Fontane in Rom. Die Veranstaltung wurde überschattet vom Tod des Fahrer Giacomo Basso.
Beim Training zum zweiten Meisterschaftslauf, dem Circuito motociclistico del Volturno in der Provinz L’Aquila verunglückte Malvisi am Nachmittag des 18. März 1926 schwer. Er fuhr mit hoher Geschwindigkeit Richtung Chieti und verlor wegen eines Reifenschadens am Hinterrad seiner 500er-Moto-Guzzi die Kontrolle über das Motorrad. Malvisi wurde von der Maschine geschleudert und zog sich schwere Kopfverletzungen zu. Trotz schneller ärztlicher Hilfe starb er in den Morgenstunden des folgenden Tages im Krankenhaus von Tagliacozzo.
Zum Rennen wurde – wie damals üblich – kein offizielles Training veranstaltet. Zur damaligen Zeit machten sich die Fahrer mit den Strecken, die meist aus für die Rennen abgesperrten öffentlichen Straßen bestanden, im normalen Verkehr vertraut. Malvisi – möglicherweise ohne Helm unterwegs – hinterließ seine Ehefrau. Die Beisetzung in Genua fand u. a. unter der Anteilnahme hunderter Motorradenthusiasten und des Moto-Guzzi-Teams statt.

## Rennsiege
| Jahr | Klasse   | Maschine        | Rennen                          | Strecke                      |
| ---- | -------- | --------------- | ------------------------------- | ---------------------------- |
| 1921 | 1000 cm³ | Harley-Davidson | II. Targa Florio motociclistica | Medio circuito delle Madonie |

## Verweise